# Ivo Ergović
Ivo Ergović (Orahovica, 24. prosinca 1967.) bivši je hrvatski nogometni reprezentativac.
Najaveći dio svoje karijere proveo je u Osijeku. 
Ergović ima i jedan nastup za hrvatsku nogometnu reprezentaciju, 8. lipnja 1997. u porazu na gostovanju u Japanu (3:4).